# 泊松比

材料的泊松式比定義了橫向應變（x 方向）與軸向應變（y 方向）的比率。

泊松式比（英语：Poisson's ratio），又译泊松比，以法國科學家泊松命名，是材料力學和弹性力学中的名詞，定義為材料受拉伸或壓縮力時，材料會發生變形，而其橫向應變與縱向應變的比值，是一無因次量的物理量。
当材料在一个方向被压缩，它会在与该方向垂直的另外两个方向伸长，这就是泊松现象，泊松比是用来反映泊松现象的无量纲的物理量。泊松比一般是正值，表示在一方向拉伸後，在其他方向收縮。不過也存在泊松比為零（在一方向拉伸後，在其他方向的尺寸不變），其至為負的材料（在一方向拉伸後，在其他方向的尺寸膨脹，拉脹材料），由能量法计算可得泊松比的范围是(-1,0.5]。
在均匀等向性材料中，剪切模數G、楊氏模數E 和泊松比{\displaystyle \nu }三个量中只有两个是独立的，它们之间存在以下关系：
{\displaystyle G={\frac {E}{2(1+\nu )}}}